# مرکز تحقیق

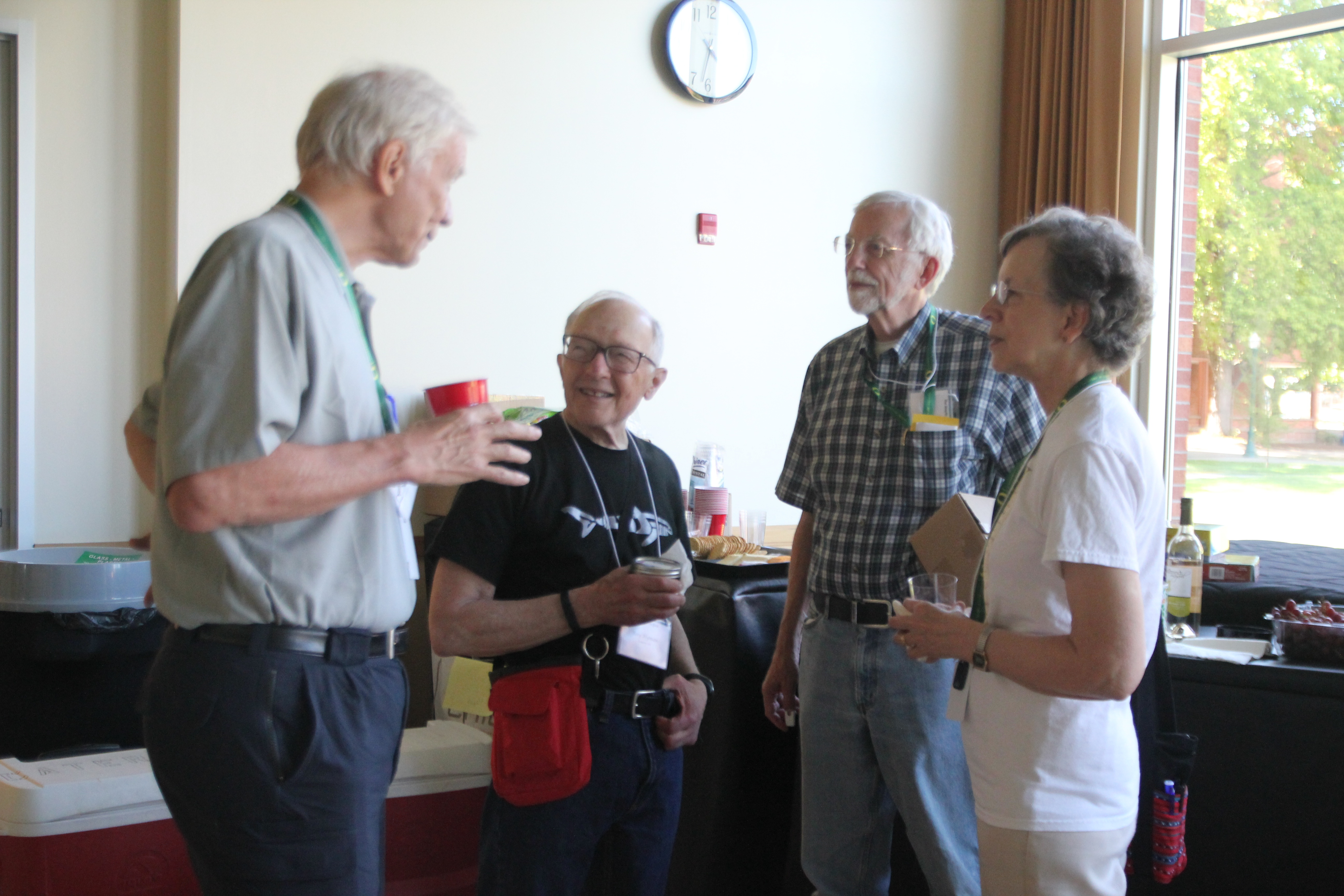
تصویری از یک مرکز پژوهش

سنتر فور اینکوئری یا مرکز پژوهش (به انگلیسی: Center for Inquiry) (CFI) یک سازمان آموزشی ناسودبر است که مراکزی در ایالات متحده آمریکا دارد. هدف اصلی این سازمان تشویق پژوهش و پرس و جوی مستند دربارهٔ ادعاهایی چون فراهنجار، علوم حاشیه‌ای، دین، اخلاق سکولار و جامعه است. سی اف آی هدف خود را ترویج و دفاع از دانش، خرد و پژوهش آزاد دربارهٔ تمام جوانب انسانی اعلام کرده‌است. این سازمان در ۱۹۹۱ به دست نویسنده و فیلسوف آمریکایی پاول کورتز بنیان‌گذاری شده‌است.
سی‌اف‌آی پادکست هفتگی دوست داشتنی‌ای به نام پوینت آف اینکوئری را منتشر می‌کند.

## سازمان‌های وابسته
- محقق شکاک
- فری اینکوئری
- پوینت آف اینکوئری
- مرکز تحقیق کانادا
- کمیته تحقیق شک‌گرایانه (CSI)
- کمیته بررسی علمی دین (CSER)
- کمیته پزشکی علمی و بهداشت روان (CSMMH)
- بنیاد سکولاریزاسیون جامعه اسلامی (ISIS)
- شورای انسان‌گرایی سکولار (CSH)